# Vilémovice (ort i Tjeckien, Vysočina)
Vilémovice är en ort i Tjeckien.   Den ligger i regionen Vysočina, i den centrala delen av landet, 80 km sydost om huvudstaden Prag. Vilémovice ligger 430 meter över havet och antalet invånare är 201.
Terrängen runt Vilémovice är platt åt nordost, men åt sydväst är den kuperad. Runt Vilémovice är det ganska tätbefolkat, med 83 invånare per kvadratkilometer. Närmaste större samhälle är Ledeč nad Sázavou, 3,3 km väster om Vilémovice. I omgivningarna runt Vilémovice växer i huvudsak blandskog.